# Vitaljina
Vitaljina – wieś w Chorwacji, w żupanii dubrownicko-neretwiańskiej, w gminie Konavle. W 2011 roku liczyła 211 mieszkańców.
Jest to najdalej na południe wysunięta miejscowość Chorwacji.